# Nigel McGuinness
Steven Haworth (Kent, 23 januari 1978), beter bekend als Nigel McGuinness of Desmond Wolfe, is een Engels acteur, worstelcommentator en voormalig professioneel worstelaar die sinds 2016 actief is in de World Wrestling Entertainment. Hij vervuld zijn rol als commentator voor de programma's NXT UK en NXT Level Up. Hij is best bekend van zijn tijd bij Total Nonstop Action Wrestling (TNA, nu bekend als Impact Wrestling), Ring of Honor Wrestling Entertainment (ROH) en het Japanse Pro Wrestling Noah (NOAH).

## In worstelen
- Finishers
  - Jawbreaker Lariat / Rebound Lariat
  - London Dungeon / Thames Barrier
  - Tower of London
- Signature moves
  - Arm drag
  - Arm wringer
  - Artful Dodger
  - Bridging scissored armbar
  - Cobra clutch, sometimes twisted into a short-range lariat
  - Cross chop to the opponent's throat
  - Diving lariat to an opponent seated on the top rope
  - Flowing snap DDT
- Managers
  - Ricky Steamboat
  - Bobby Heenan
  - Dave Prazak
  - Chelsea
  - Ric Flair

## Prestaties
- The Baltimore Sun
  - Newcomer of the Year (2009)
- FIST Wrestling
  - FIST Heavyweight Championship (1 keer, inaugureel)[5]
- Heartland Wrestling Association
  - HWA European Championship (2 keer)[5]
  - HWA Heavyweight Championship (2 keer)[5]
  - HWA Tag Team Championship (2 keer) – met de Human Time Bomb[5]
- New Breed Wrestling Association
  - New Breed Heavyweight Championship (2 keer)
- One Pro Wrestling
  - 1PW Openweight Championship (1 keer)[5]
- Pro Wrestling Illustrated
  - Geragnschikt op #6 van de top 500 singles worstelaars in de PWI 500 in 2009[6]
- Ring of Honor
  - ROH Pure Championship (1 keer)[5]
  - ROH World Championship (1 keer)[5]
- Total Nonstop Action Wrestling
  - TNA World Tag Team Championship No. 1 Contenders Tournament (2010) – met Magnus[7]
- Andere prestaties
  - King of Europe Cup (2007)[7]